# فرشته‌ای برایم بفرست (ترانه اسکورپیونز)
«فرشته‌ای برایم بفرست» (به انگلیسی: Send Me an Angel) ترانه‌ای از گروه آلمانی اسکورپیونز و یکی از قطعه‌های آلبوم سال ۱۹۹۰ آن‌ها با نام دنیای دیوانه است. آهنگساز «فرشته‌ای برایم بفرست» رودولف شنکر است، شعر آن را کلاوس ماین سروده و کیت اولسن تهیه‌کنندهٔ آن بوده‌است.
این قطعه در ۱۷ سپتامبر ۱۹۹۱ به‌عنوان چهارمین تک‌آهنگ آلبوم دنیای دیوانه منتشر شد و به همراه «نسیم تغییر» به یکی از شناسه‌های آن آلبوم بدل شد. «فرشته‌ای برایم بفرست» در ۱۹ اکتبر ۱۹۹۱ به جایگاه هشتم جدول آهنگ‌های جریان اصلی راک رسید، در ۲۵ ژانویه ۱۹۹۲ در ردهٔ ۴۴ جدول ۱۰۰ آهنگ داغ بیلبورد جای گرفت و در چندین کشور اروپایی جزو پرفروش‌ترین ترانه‌های روز شد.
آل‌میوزیک از این قطعه و «نسیم تغییر» با عنوان «بهترین آهنگ‌های آرام اسکورپیونز با ملودی و اشعار آرامش‌بخش» یاد کرده‌است.

## فهرست قطعه‌ها
نسخهٔ صفحهٔ ۷ اینچی
1. «فرشته‌ای برایم بفرست» - ۴:۳۲
2. «دنیای دیوانه» - ۵:۰۸

نسخهٔ تک‌آهنگ مَکسی
1. «فرشته‌ای برایم بفرست» - ۴:۳۲
2. «دنیای دیوانه» - ۵:۰۸
3. «تعطیلات» (لایو) - ۳:۱۵

## دست‌اندرکاران
- کلاوس ماین: آواز
- ماتیاس یابس: ریتم گیتار
- رودولف شنکر: لید گیتار
- فرانسیس بوخهولس: گیتار باس
- هرمان راربل: درامز

## موقعیت در چارت‌های موسیقی
| چارت (۱۹۹۱–۱۹۹۲)                      | پالاترین جایگاه |
| ------------------------------------- | --------------- |
| استرالیا (ARIA)                       | ۱۰۸             |
| اتریش (او۳ تاپ ۴۰ اتریش)              | ۸               |
| بلژیک (اولتراتاپ ۵۰ فلاندرز)          | ۴               |
| تک‌آهنگ‌های برتر کانادا (آرپی‌ام)        | ۱۹              |
| اروپا (یوروچارت هات ۱۰۰)              | ۱۹              |
| فرانسه (اس‌ان‌ئی‌پی)                     | ۸               |
| آلمان (جدول‌های رسمی آلمان)            | ۵               |
| هلند (۴۰ آهنگ برتر)                   | ۴               |
| هلند (۱۰۰ تک‌آهنگ برتر)                | ۴               |
| سوئد (فهرست برترین‌های سوئد)           | ۴               |
| سوئیس (شوایزر هیت‌پاراد)               | ۱۴              |
| تک‌آهنگ‌های بریتانیا (اوسی‌سی)           | ۲۷              |
| بیلبورد هات ۱۰۰ ایالات متحده          | ۴۴              |
| راک جریان اصلی ایالات متحده (بیلبورد) | ۸               |
| ایالات متحده تاپ ۱۰۰ مجلهٔ کَش‌باکس      | ۳۰              |

| چارت (۱۹۹۱)                  | جایگاه |
| ---------------------------- | ------ |
| بلژیک (اولتراتاپ ۵۰ فلاندرز) | ۲۷     |
| اروپا (یوروچارت هات ۱۰۰)     | ۸۸     |
| آلمان (جی‌اف‌کی چارتس)         | ۷۴     |
| هلند (۴۰ تک‌آهنگ برتر)        | ۳۴     |
| هلند (۱۰۰ تک‌آهنگ برتر)       | ۴۸     |